# Dicliptera contorta
Dicliptera contorta är en akantusväxtart som först beskrevs av Francisco Manuel Blanco, och fick sitt nu gällande namn av Merrill. Dicliptera contorta ingår i släktet Dicliptera och familjen akantusväxter. Inga underarter finns listade i Catalogue of Life.